# أكيكو إيشيكاوا
أكيكو إيشيكاوا (بالإنجليزية: Akiko Ichikawa)‏ هي فنانة تشكيلية أمريكية، ولدت في القرن العشرين في ساغاميهارا في اليابان.